# Lège-Cap-Ferret
Lège-Cap-Ferret [lɛʒ kap fɛʁɛ] ist eine französische Stadt mit 8051 Einwohnern (Stand 1. Januar 2022) im Département Gironde in der Region Nouvelle-Aquitaine. Die Gemeinde gehört zum Kanton Andernos-les-Bains im Arrondissement Arcachon.

## Geografie

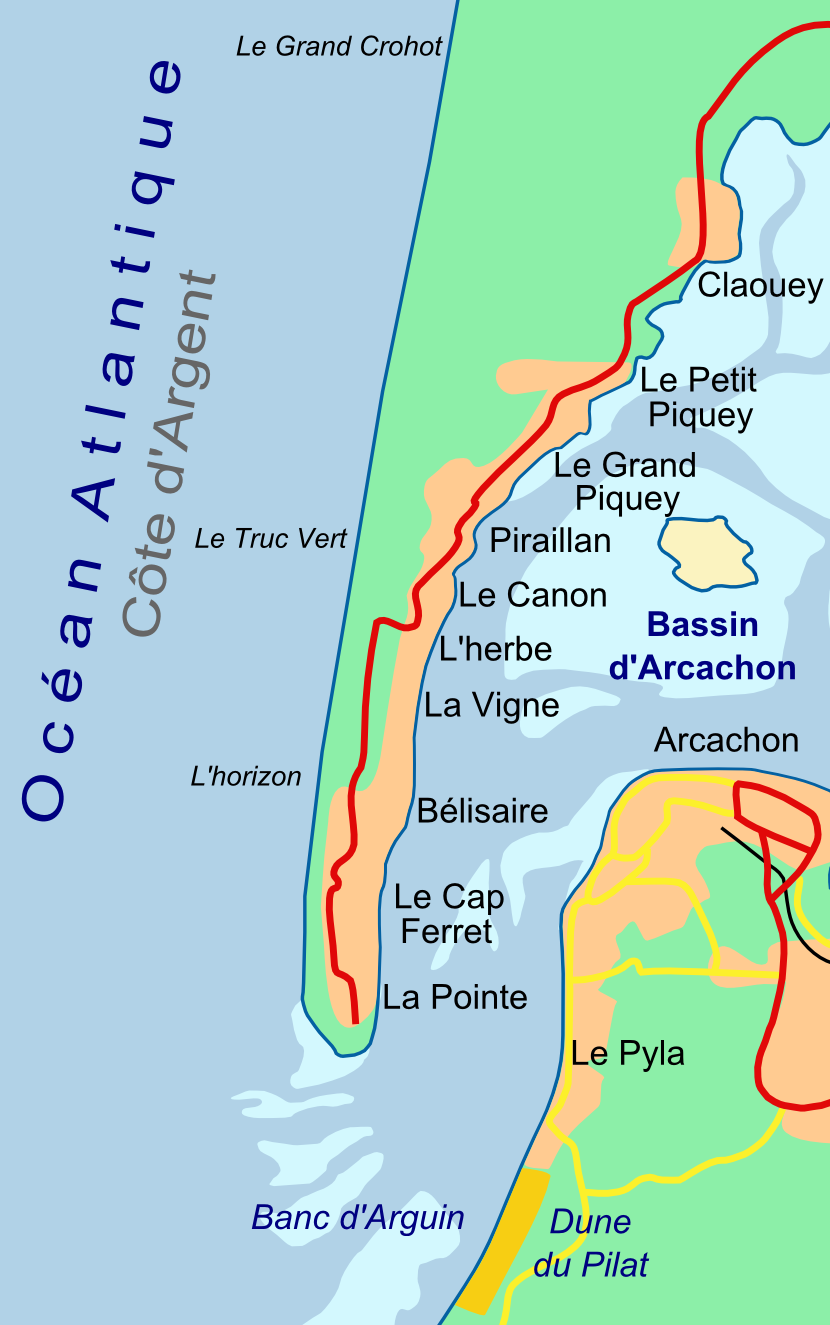
Halbinsel Cap Ferret

Lège-Cap-Ferret ist die westlichste Gemeinde im Département Gironde. Sie erstreckt sich bis auf 30 Kilometer südwärts fast über die ganze Halbinsel des Cap Ferret, die das Becken von Arcachon im Westen vom Atlantischen Ozean trennt. Die Ortschaft Lège liegt etwa 50 km westlich von Bordeaux an der Nordspitze des Beckens gegenüber der Stadt Arcachon auf dessen Südseite. Die Gemeinde ist Teil der Uferzone des Meeresnaturparks Bassin d’Arcachon.
Zur Gemeinde gehören zahlreiche Dörfer und Siedlungen (von Norden nach Süden):
- Lège (Le Bourg)
- Le Grand Crohot (Lège-Océan)
- Claouey
- Les Jacquets
- Petit Piquey
- Grand Piquey
- Piraillan
- Le Canon (Austernzucht, Fête de la mer um den 15. August)
- L’Herbe
- La Vigne
- L’horizon
- Bélisaire
- Le Cap Ferret
- La Pointe

Erst 1976 wurde Lège-Cap-Ferret aus der Gemeinde La Teste-de-Buch im Südosten der Bucht ausgegliedert.

## Bevölkerung
Während man in Lège-Cap-Ferret im Jahr 1962 noch 3.605 Einwohner zählte, waren es 2007 schon doppelt so viele.
| Einwohner                                                  | 3.605 | 4.232 | 4.318 | 4.981 | 5.564 | 6.307 | 7.321 | 8.087 |
| Ab 1962 offizielle Zahlen ohne Einwohner mit Zweitwohnsitz |       |       |       |       |       |       |       |       |

## Sehenswürdigkeiten
- Leuchtturm von Cap Ferret
- Straßenbahn Cap-Ferret
- Kirche Notre-Dame-des-Flots
- Kirche Saint-Pierre
- Protestantische Kirche

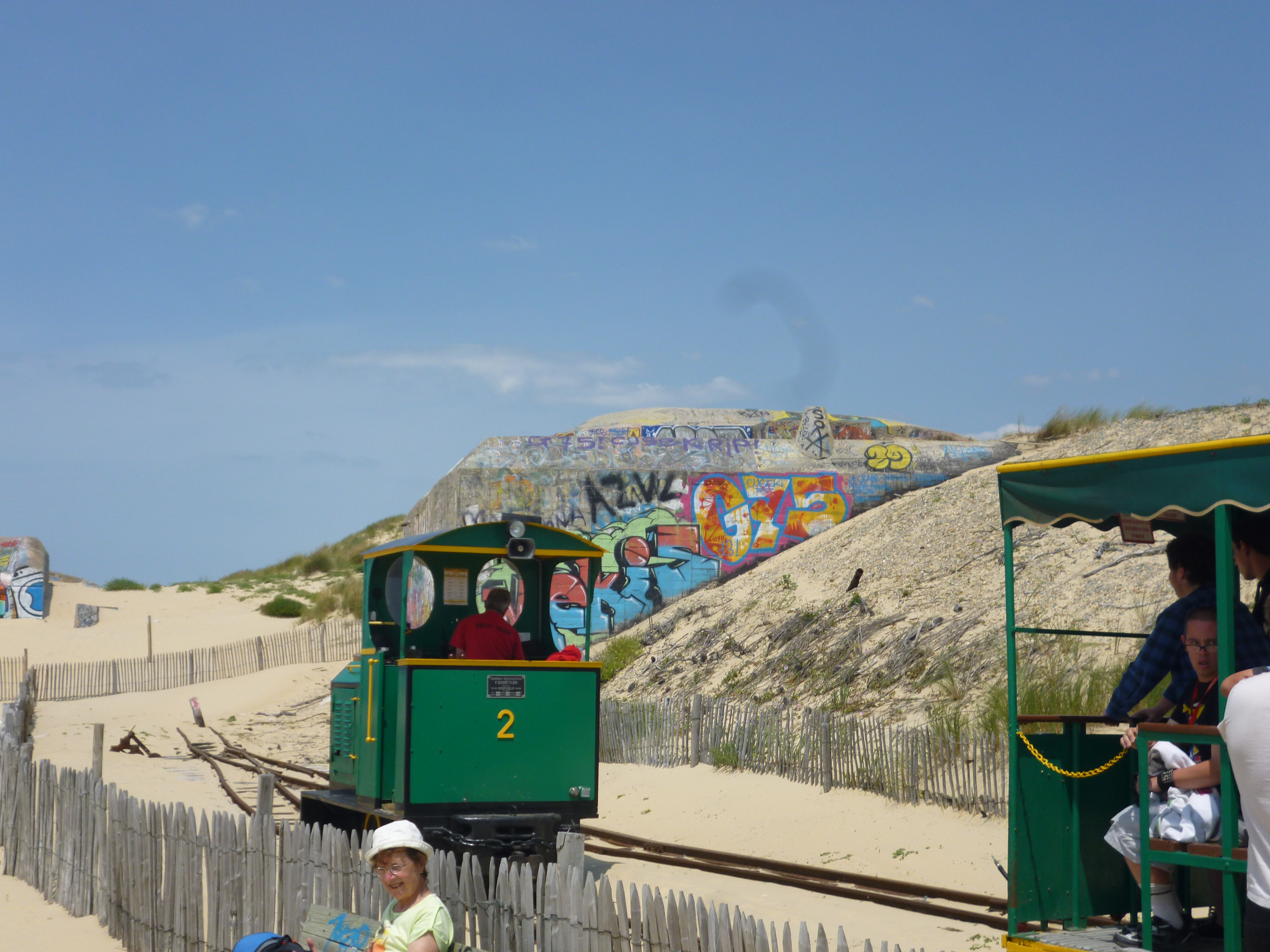
Historische Straßenbahn am Cap Ferret

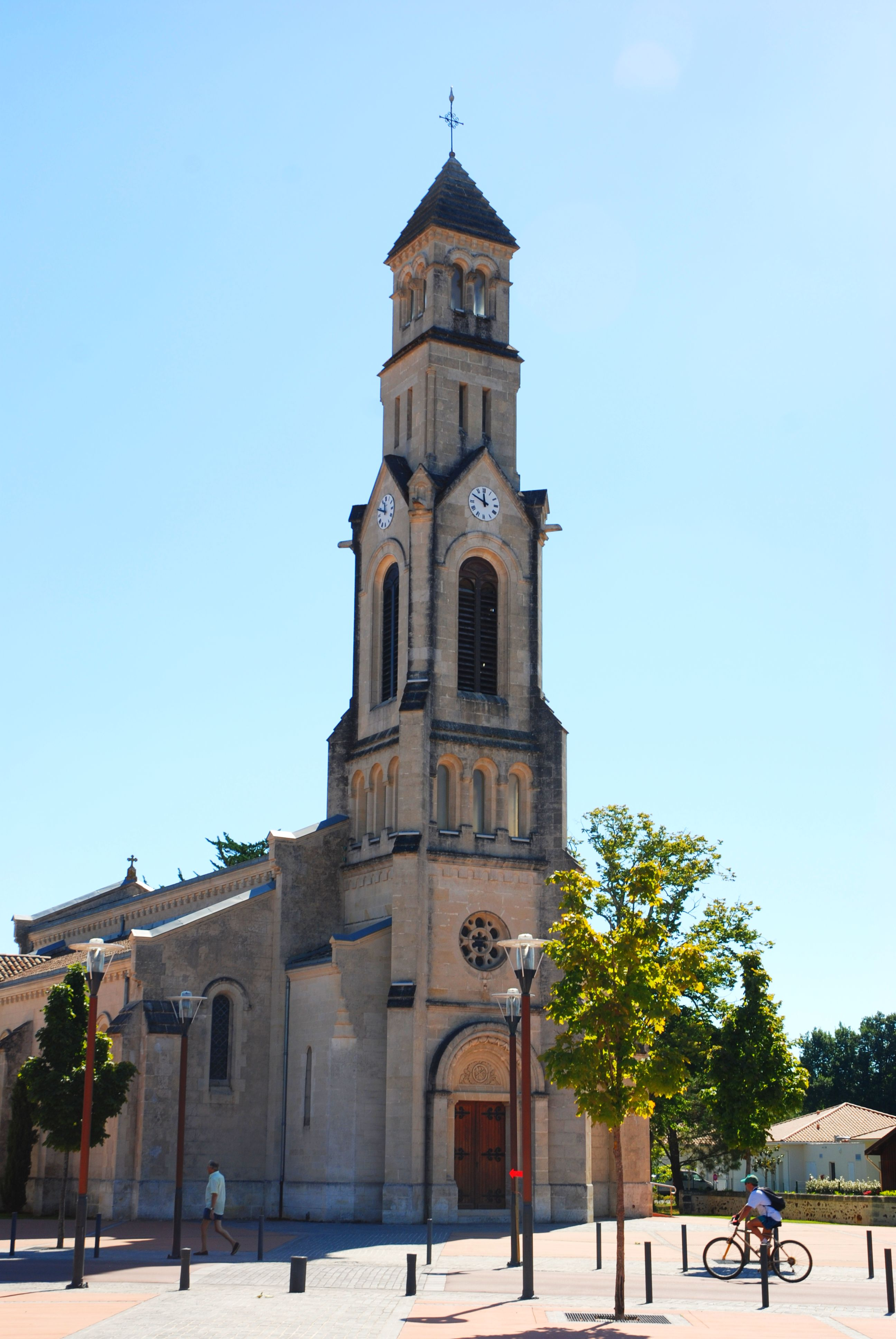
Kirche Saint-Pierre

Kirche Notre-Dame-des-Flots

- Kapelle der Villa algérienne (Monument historique)
- Landspitze des Cap Ferret mit Blick auf die Düne von Pyla
- Austernzucht im Bassin d’Arcachon

## Städtepartnerschaften
- Sandhausen in Baden-Württemberg (Deutschland), seit 1980
- Úbeda in Andalusien (Spanien), seit 1989